# Gare de Phenol
La gare de Phenol est une gare du Réseau ferré de Donestk, elle est située à Toretsk en Ukraine.

## Situation ferroviaire
Située sur le territoire de Niou-Iork, elle se trouve à 7km de Toretsk et 67 de Donetsk.

## Histoire
Elle ouverte en 1872 à proximité de l'usine phénolique Incor&co.

### Accueil

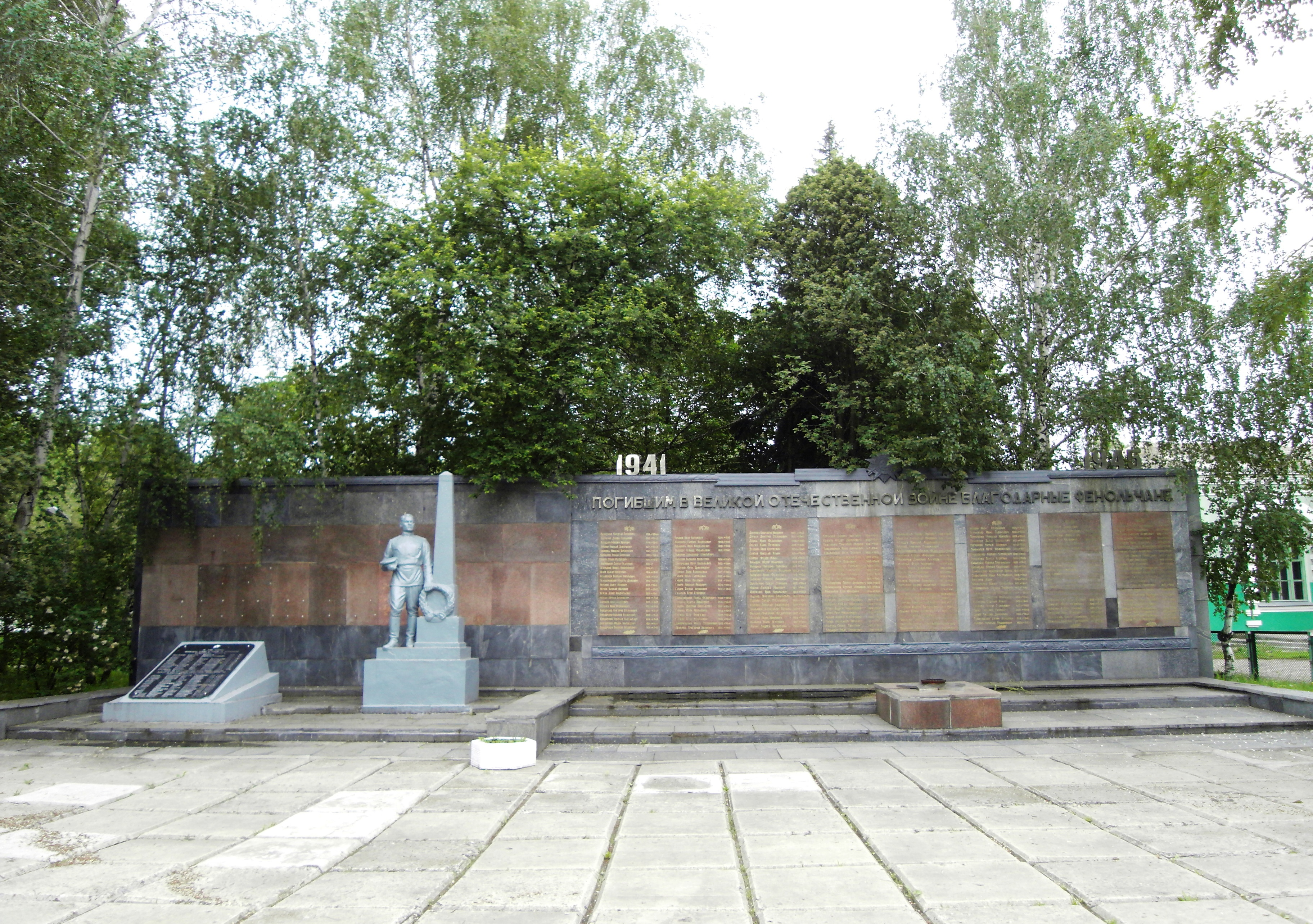
Monument aux morts de la seconde guerre mondiale sur la place de la gare.

## Service des voyageurs

### Desserte
Elle est aussi une gare de voyageurs vers Izioum, Kramatorsk, Lyman, Lozova, Sloviansk mais depuis 2014 ses services sont souvent modifiés par la guerre.

### Intermodalité

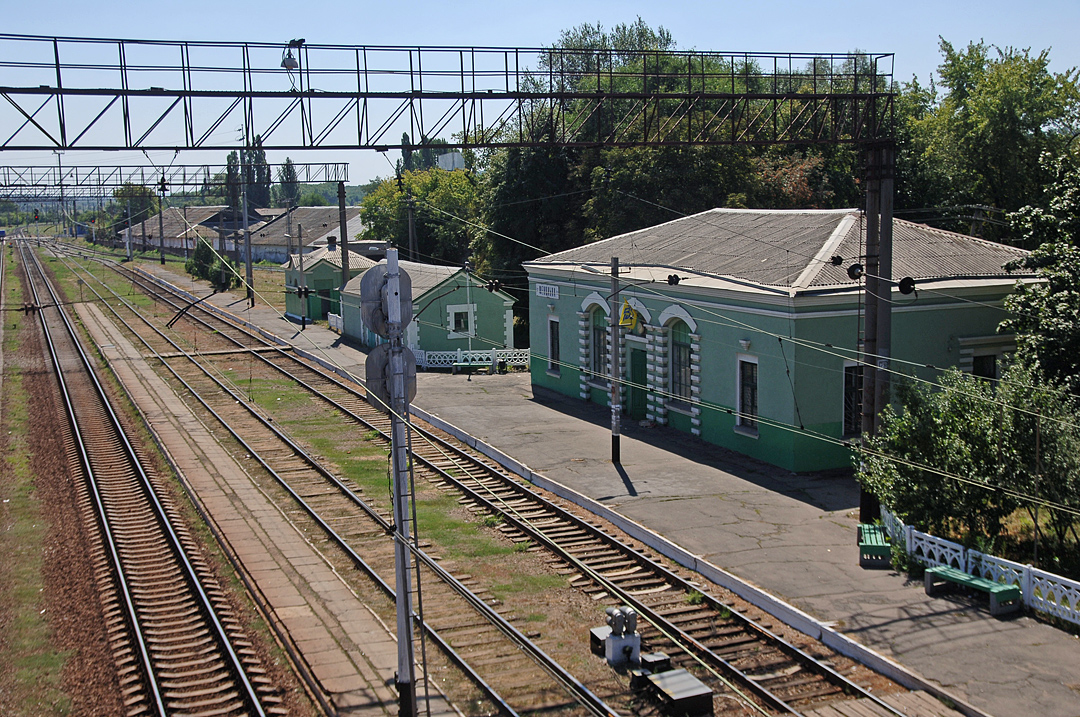
Voies.